# Calle Farme de Amoedo

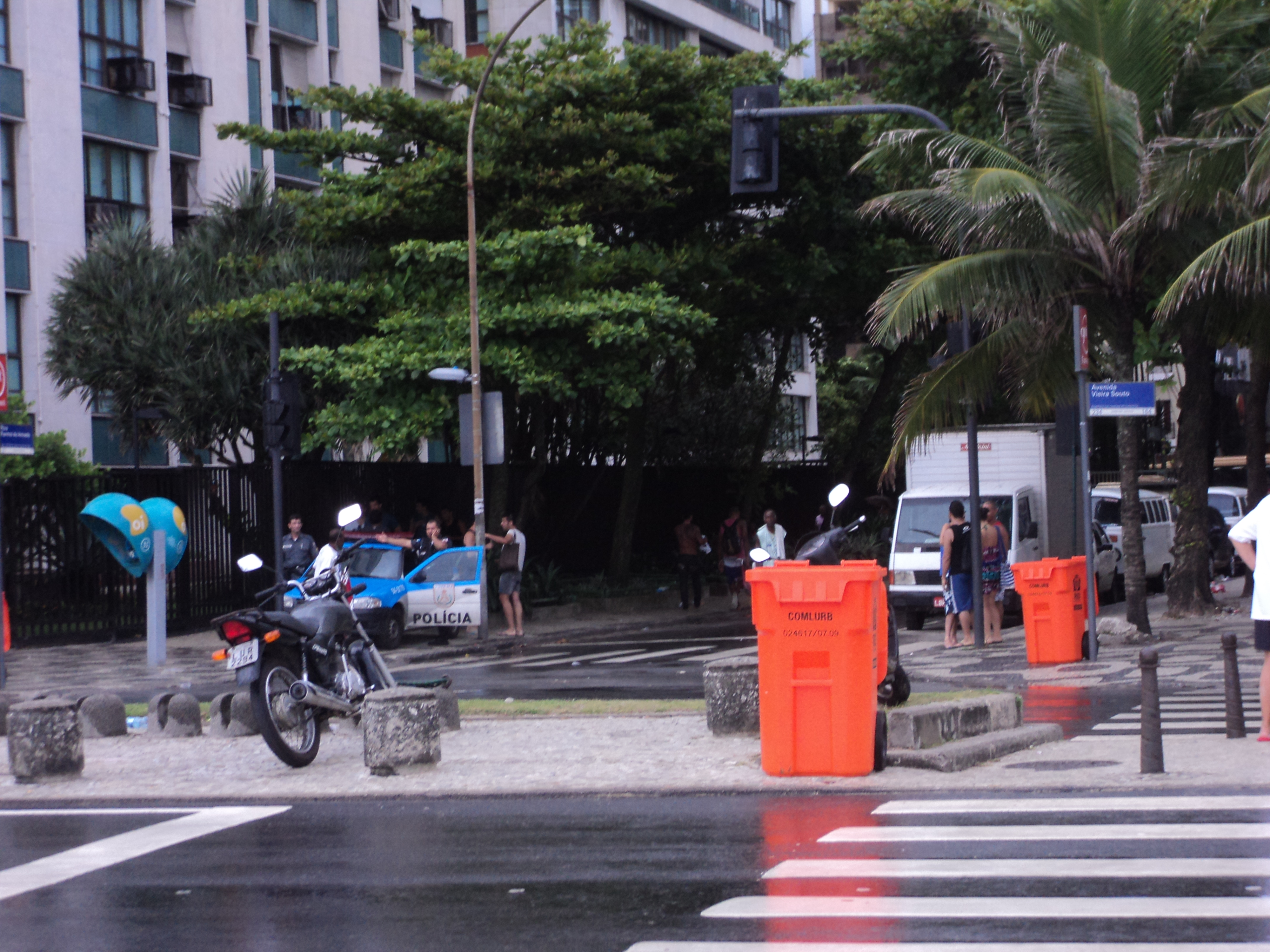
Una extremidad de la calle.

La Calle Farme de Amoedo (en portugués Rua Farme de Amoedo, /ʁu.ɐ ˈfaʁmi dʒ amu.edu/) es una calle importante para la comunidad LGBT de la ciudad de Río de Janeiro, Brasil. Nace en la avenida Vieira Souto y termina en la Calle Alberto de Campos. La calle hace parte del área vibrante de un distrito céntrico de Ipanema: el Barrio Gay de Farme de Moedo.
Las actividades nocturnas comienzan a las 09:00 p. m., cuando los integrantes de la comunidad visitan establecimientos gay friendly. El epicentro de la actividad se ubica en la esquina de las calles Farme de Moedo y Visconde de Pirajá. Hay 5 bares y discotecas gay en proximidad del Barrio Farme de Amoedo. Por otro lado, durante Carnaval, esta sección de Ipanema se repleta de turistas de todo el mundo.